# PowerBook 180
A Macintosh PowerBook 180 hordozható számítógépet 1992. október 19. és 1994. május 1. között 19 hónapon keresztül, utódját, a Macintosh PowerBook 180c hordozható számítógépet  1993. június 7. és 1994. március 14. között 9 hónapon keresztül az Apple fejlesztette, gyártotta és forgalmazta. Mindkét gép a PowerBook számítógép-családba tartozott. A PowerBook 180 gépet szokás PB180-nak rövidíteni szóban és írásban. A PB180 fejlesztés alatti kódneve Converse, illetve Dartanian volt, a PB180c-é Hokusai (magyar helyesírás szerint: Hokuszai)

## Története
A PowerBook 180 a PB170 utóda volt, aktív mátrixú, 16 szürke színárnyalat megjelenítésére képes kijelzővel, az ára 3869 dollár volt.
A PB180c nagy előrelépés volt a szürkeárnyalatos PB180-hoz képest, aktív mátrixú, 256 szín megjelenítésére képes kijelzővel készült. Nem a PB180c volt az első színes PowerBook – ezt a címet a PowerBook 165c nyerte el –, de ez volt az első PowerBook, amely kiváló minőségű színeket kínált. A PowerBook 165c 8,4 hüvelykes, passzív mátrixú színes kijelzője homályosnak tűnt, ha nem ideális körülmények között és nem szemből nézték. A PB180c háttér-világítású, aktív mátrix kijelzője kiváló színminőséget mutatott, bármilyen szögből nézték. Az 1990-es évek elején az ilyen tudású képernyő újdonságnak számított a laptopok között. A PB180c az Apple PowerBook 100 sorozatának csúcskategóriás modellje volt. A PB180c 640×480-as felbontást kínált a PB 165c 640x400 képpontos felbontásával szemben.
A PB180c gépnek két hátránya volt. A 8,4 hüvelykes kijelzője kisebb volt, elődjénél, a PB180-as 10 hüvelykes, de még a PB165c 9 hüvelykes kijelzőjénél is. A legtöbb felhasználó egyetértett abban, hogy a kiváló színminőség többet számít, mint a kisebb méret, de tény, hogy a PB180c kijelzője nem minden tekintetben volt jobb elődjénél. A gép megítésélést rontotta az akkumulátor használati ideje. A 33 MHz-es CPU és a színes grafika miatt a PB180c egyetlen töltéssel, az Apple adatai szerint egy és két óra között volt használható, de az ésszerűen intenzív használat mellett ez kevesebb, mint egy órára csökkenthet ez.
A PB180c alapmodellért 3719 dollárba, míg a teljesen kiépített változat 4079 dollárba került.

## Technikai leírás 180
A gép súlya 3,06 kg, magassága 5,72 cm, szélessége 28,58 cm és mélysége 23,62 cm volt. A gépet System 7.1 operációs rendszerrel szállította az Apple, a ROM mérete 1MB volt. A kijelző 10" 4-bit volt 640 x 400 képpont felbontással. A Macintosh PowerBook 180 számítógépet 33 MHz-es Motorola 68030 processzor vezérelte (L1 cache: 0.5K, L2 cache: nem volt). A PMMU feladatát a processzor látta el. Az FPU kiszolgáló a Motorola 68882 volt. A gép bemutatásakor az alaplapon 4 MB (85ns) memóriát tartalmazott, maximálisan 14 MB kezelésére volt képes a gyári specifikáció szerint. A bővítéshez az egyetlen helybe (slot) 2, 4, 6, 8, 10 MB-os modulok egyikét lehetett betenni. Az adatokat a 80, 120MB SCSI–buszos belső merevlemezre lehetett elmenteni. Külső adattárolási lehetőséget az 1,44-es hajlékonylemez meghajtó (floppy-drive) kínált. A számítógépnek egy ADB, egy nyomtató, egy modem, egy hangszóró portja volt. mini-15 a videó, HDI-30 a SCSI kimenet volt. A mikrofon port Omni volt. A Macintosh PowerBook 180 PB1XX, NiCd akkumulátora maximum 17W teljesítményre volt képes.

## Technikai leírás 180c
A gép súlya 3,2 kg, magassága 5,94 cm, szélessége 28,58 cm és mélysége 23,62 cm volt. A gépet System 7.1 operációs rendszerrel szállította az Apple, a ROM mérete 1MB volt. A kijelző 8.4" 8-bit 0.27 mm dot pitch (180c) Active Matrix LCD volt 640 x 480 képpont felbontással. A Macintosh PowerBook 180c számítógépet 33 MHz-es Motorola 68030 processzor vezérelte (L1 cache: 0.5K, L2 cache: nem volt). A PMMU feladatát a processzor látta el. Az FPU kiszolgáló a Motorola 68882 volt. A gép bemutatásakor az alaplapon 4 MB (85ns) memóriát tartalmazott, maximálisan 14 MB kezelésére volt képes a gyári specifikáció szerint. A bővítéshez az egyetlen helybe (slot) 2, 4, 6, 8, 10 MB-os modulok egyikét lehetett betenni. Az adatokat a 80-160MB SCSI–buszos belső merevlemezre lehetett elmenteni. Külső adattárolási lehetőséget az 1,44-es hajlékonylemez meghajtó (floppy-drive) kínált. A számítógépnek egy ADB, egy nyomtató, egy modem, egy hangszóró portja volt. mini-15 a videó, HDI-30 a SCSI kimenet volt. A mikrofon port Omni volt. A Macintosh PowerBook 180c PB1XX, NiCd akkumulátora maximum 24W teljesítményre volt képes.

## Technikai adatok táblázatban
A táblázat nem tartalmazza az összes műszaki paramétert. Az egyes modelleknél a bemutatáskor érvényes adatokat soroljuk fel, a későbbi frissítéseket nem. Az adatok az Apple adatlapjáról származnak, a hiányzó adatok – egyes gépeknél a kivezetés időpontja, az összes kijelző adat, üzemóra adat... – a Mactracker alkalmazásból valók.
| Gép nevebemutatva kivezetve                | Méretmagasság szélesség mélység súly | Processzorprocesszor órajel, mag L1 és L2 cache PMMU FPU   | Háttértármerevlemezkülső adathordozó | Eredeti operációs rendszer | Memóriaalap max. @sebességhely                                              | Kijelzőfizikai méret, legjobb felbontás                                            | Tápmax. teljesítmény, akkumulátoros üzemidő (becslés) | Csatlakozók                                                                                        |
| ------------------------------------------ | ------------------------------------ | ---------------------------------------------------------- | ------------------------------------ | -------------------------- | --------------------------------------------------------------------------- | ---------------------------------------------------------------------------------- | ----------------------------------------------------- | -------------------------------------------------------------------------------------------------- |
| PowerBook 1801992 okt. 19. 1994. máj. 1.   | 5,72 mm 28,58 mm 23,62 mm 3,06 kg    | Motorola 68030 @33 MHz L1:0.5K PMMU: integrálva FPU: 68882 | Floppy: 1.44MBHD: 80, 120MB (SCSI)   | System 7.1 ROM: 1MB        | Alaplapon: 4 MB @85ns max: 4 MB – 14 MBegy hely: 2, 4, 6, 8, 10 MB-os modul | Alaplapon: 10" 4-bit 640 x 400 képpont                                             | Max: 17W, 2A 30,81 Wh, óra                            | * ADB: 1 * nyomtató: 1 * modem: 1 * hang: van * videó: 1 mini-15 * SCSI: 1 HDI-30 * mikrofon: Omni |
| PowerBook 180c1993 jún. 7. 1994. márc. 14. | 5,94 mm 28,58 mm 23,62 mm 3,2 kg     | Motorola 68030 @33 MHz L1:0.5K PMMU: integrálva FPU: 68882 | Floppy: 1.44MBHD: 80-160MB (SCSI)    | System 7.1 ROM: 1MB        | Alaplapon: 4 MB @85ns max: 4 MB – 14 MBegy hely: 2, 4, 6, 8, 10 MB-os modul | Alaplapon: 8.4" 8-bit 0.27 mm dot pitch (180c) Active Matrix LCD 640 x 480 képpont | Max: 24W, 3,2A 43,5 Wh, óra                           | * ADB: 1 * nyomtató: 1 * modem: 1 * hang: van * videó: 1 mini-15 * SCSI: 1 HDI-30 * mikrofon: Omni |

## PowerBook számítógépek az időben
| PowerBook és iBook számítógépek idővonalon |
| --- |
| A grafikon adatai utoljára 2023. december 19-én frissültek. A szín sötétebb változata az egymást követő gépek megkülönböztetését szolgálja. A színek kezdete a bemutató időpontja, a forgalmazás több esetben is hónapokkal később kezdődött. Megeshet, hogy egy csík végét kitakarja egy másik csík eleje. Előfordul, hogy a gyártás befejezését követően még egy ideig forgalomban marad a Mac adott verziója. Az adatok forrása a Jegyzetekben található. |